# Игнатьева, Ольга Михайловна
О́льга Миха́йловна Игна́тьева (16 октября 1920, Корчмино, Петроградская губерния — 6 июня 1999, Москва) — советская шахматистка, гроссмейстер (1978), международный арбитр (1972), тренер. Участница 17 чемпионатов СССР. Лучшие результаты: 1945 — 5—6-е, 1947 — 4-е, 1951 (зональный турнир ФИДЕ) — 2-е, 1956 — 5-е, 1957 (зональный турнир ФИДЕ) — 5—7-е места.
Чемпионка Ленинграда (1941, 1949 и 1950), Москвы (1951, совместно с Е. Быковой, 1956), ЦС ДСО «Динамо» (1952 и 1966). Победительница открытого чемпионата УССР (1962). Участница соревнований на первенство мира, результаты в турнирах претенденток: 1952 — 2—3-е, 1955 — 10—13-е места. В международном турнире 1970/1971 (Челябинск) — 3—4-е место. Шахматистка позиционного стиля.

## Биография
Родилась 16 октября 1920 года в деревне Корчмино (ныне — в составе посёлка Понтонный, Санкт-Петербург).
В 1948—1957 годах была замужем за гроссмейстером Давидом Бронштейном. Их сын Лев Давидович Игнатьев (род. 12.12.1947). Внучки Игнатьевой и Бронштейна: Игнатьева Александра (1979), Игнатьева Екатерина (1984) и Игнатьева Евгения (1985).
В 1950 году из Ленинграда с мужем переехали в Москву на Садовую-Триумфальную ул. 4/10. Впоследствии развелись.
Умерла в Москве 6 июня 1999 года, похоронена на Хованском западном кладбище.

## Изменения рейтинга
| Графики недоступны из-за технических проблем. См. информацию на Фабрикаторе и на mediawiki.org. |